# Atari VCS (2020)
Atari VCS (nome in codice Ataribox) è una console per videogiochi prodotta da Atari SA. Il sistema è stato presentato per la prima volta nel Giugno 2017 e i preordini sono iniziati il 26 giugno 2018.
Mentre il suo aspetto estetico nasce per rendere omaggio all'Atari 2600, il nuovo Atari VCS dovrebbe prevedere l'utilizzo di videogiochi moderni e funzionalità di intrattenimento in streaming tramite un sistema operativo basato su Linux, che consentirà agli utenti di scaricare e installare videogiochi compatibili. Il sistema condivide il nome con il Video Computer System (VCS) del 1977 di Atari, Inc., che fu ribattezzato Atari 2600 alla fine del 1982.

## Storia
Atari Corporation chiuse la divisione hardware nel 1996, dopo aver rilasciato la console Atari Jaguar CD. Fu liquidata nel 1998, dopo la fusione con JTS Corporation e la conseguente vendita della proprietà intellettuale del marchio ad Hasbro Interactive. Nel 2001, Infogrames acquistò Hasbro Interactive e cambiò la propria denominazione in Atari SA, mentre rinominò la sussidiaria Hasbro Interactive in Atari Interactive, la quale fornì successivamente le licenze necessarie per le varie console dedicate Atari Flashback, prodotte dal 2004 e per le quali non è mai stata coinvolta nella produzione.
Il nome Atari VCS fu dato da Feargal Mac Conuladh, che si unì ad Atari diventandone il Direttore generale per supervisionare il rilascio di Ataribox. Conuladh dichiarò di essere stato ispirato a creare la console dopo aver visto dei videogiocatori collegare i propri computer portatili ai televisori per giocare su schermi più grandi con videogiochi solitamente non disponibili per console, utilizzando il portatile al di fuori del gioco per comunicare sulle reti sociali e con i propri amici. Inoltre, si rese conto che il catalogo dei videogiochi Atari aveva un buon riconoscimento da parte del pubblico. Il suo obiettivo progettuale fu quello di alimentare la nostalgia delle vecchie console Atari e consentire ai videogiocatori di divertirsi con giochi indie senza un personal computer. Per questo, il produttore di processori AMD fornì componenti personalizzati. Atari prese la maggior parte delle decisioni relative all'hardware della console, ma si tenne comunque aperta ai suggerimenti dei fan sull'estetica e su altre caratteristiche visive.
La console nella sua versione attuale funzionerebbe come una sorta di ibrido tra una console per videogiochi domestica e un PC da gioco, due rami dell'elettronica in cui Atari operò in precedenza. Conuladh apprese alcune lezioni dal fallimento dell'Ouya (una microconsole finanziata dagli utenti): una di esse fu quella di usare direttamente il sistema operativo Linux invece che Android a causa delle limitazioni di quest'ultimo, in modo da poter offrire ulteriori funzionalità e un sistema più aperto a sviluppatori e utenti. Conuladh non volle limitare ciò che gli utenti potevano installare sul dispositivo: il sistema operativo della console dovrà avere la funzione di "vetrina" e gli utenti dovranno poter aggiungere software con ogni mezzo possibile. Conuladh volle anche evitare i problemi riscontrati dalla Valve Steam Machine, mai decollata, la quale indicava una serie minima di specifiche per l'hardware che Valve si aspettava da altri produttori. L'Atari VCS avrà invece una configurazione hardware fissa e controllata direttamente da Atari.
Nel dicembre 2017, poco prima dell'apertura dei preordini per la console, Atari riconobbe che c'erano ancora diversi problemi da risolvere con l'hardware e decise quindi di posticipare i preordini. A quel punto, Michael Arzt, responsabile di Atari Connected Devices, assunse la produzione mentre Conuladh lasciò Atari, sebbene i due si fossero già coordinati sullo sviluppo della console in precedenza. Secondo il CEO di Atari Fred Chesnais, questo periodo ha dato loro il tempo di rivedere le specifiche e l'hardware della console senza sacrificare gli elementi fondamentali, come quello di essere un sistema basato su Linux in grado di eseguire i classici giochi Atari insieme a titoli più recenti.

## Specifiche tecniche
Atari non ha rilasciato le specifiche tecniche esatte dell'Atari VCS, ma afferma che sarà basato su un processore AMD personalizzato e utilizzerà la tecnologia di elaborazione grafica Radeon. Le immagini della console rilasciate a luglio 2017 mostravano porte HDMI e USB, una porta Ethernet e uno slot per schede SD. Le immagini sembrano riprendere l'aspetto dell'Atari 2600, con impiallacciatura nera e piastra frontale con finte venature del legno, sebbene con una dimensione di circa la metà. Conuladh ha affermato che l'hardware è paragonabile ad un personal computer di fascia media per il 2017, abbastanza potente da eseguire la maggior parte dei giochi, ma non per i titoli AAA (videogiochi che richiedono un budget molto alto) più recenti. Tutto ciò è stato affermato prima che la piattaforma fosse ridisegnata attorno alla nuova gamma di chip Ryzen R1000 di AMD, più precisamente il modello R1606G annunciato nel 2019. La console è stata mostrata per la prima volta in funzione durante il CES 2020 con i videogiochi Fortnite e Borderlands 2.
L'hardware includerà un joystick classico, basato sul design dell'Atari CX40 joystick a pulsante singolo, aggiungendo solo alcuni pulsanti per accedere ai menu della console e l'illuminazione LED, oltre ad un gamepad moderno con un layout tipico delle piattaforme moderne.
Sono state annunciate due edizioni di Atari VCS, di cui una ispirata all'Atari 2600 e l'altra nelle versioni rosso e nero con pannello frontale in vetro. La terza opzione che è stata aggiunta a giugno 2018 è la Tribute Edition, che è esattamente la stessa dell'edizione per collezionisti ma senza la numerazione relativa all'edizione limitata.